# Bernhard Baatz
Bernhard Baatz, född 19 november 1910 i Dörnitz, död 26 april 1978 i Düsseldorf, var en tysk SS-Obersturmbannführer och Oberregierungsrat ("byrådirektör"). Under andra världskriget var han bland annat kommendör för Sicherheitspolizei (Sipo) och Sicherheitsdienst (SD) i Estland.

## Biografi
Baatz studerade rättsvetenskap vid universiteten i Jena och Halle. År 1932 blev han medlem i Nationalsocialistiska tyska arbetarepartiet (NSDAP) och Schutzstaffel (SS). Under mitten av 1930-talet var han verksam vid Gestapo i Berlin och efter sin andra statsexamen blev han 1937 assessor vid Geheime Staatspolizeiamt (Gestapa).

### Polen 1939
Den 1 september 1939 anföll Tyskland sin östra granne Polen och andra världskriget inleddes. I kölvattnet på de avancerande tyska arméerna följde särskilda insatsgrupper, Einsatzgruppen, vilka inom ramen för Operation Tannenberg hade i uppgift att eliminera personer som kunde tänkas leda det polska motståndet, till exempel politiska aktivister, intelligentia och reservister. Adolf Hitler hade för avsikt att utplåna Polens härskarklass för att därmed ”hugga huvudet av den polska nationen”. Därtill inledde insatsgrupperna massmordet på polska judar. Baatz kommenderades i september 1939 till staben vid Einsatzgruppe IV, anförd av Lothar Beutel. Baatz utfärdade personligen order om att polska tvångsarbetare skulle avrättas utan rättegång.

### Operation Barbarossa
Den 22 juni 1941 anföll Tyskland sin tidigare bundsförvant Sovjetunionen och inledde Operation Barbarossa. Liksom i Polen 1939 följde Einsatzgruppen, mobila insatsgrupper, de tyska arméerna. Enligt Adolf Hitler hade kommunismen skapats av judarna för att försvaga och förtrycka den ariska rasen. Enda sättet att få bukt med det kommunistiska hotet var, enligt Hitler, att förinta dess judiska upphovsmän. För Hitler var fälttåget mot Sovjetunionen ett ideologiskt och rasligt förintelsekrig. Insatsgrupperna hade av Reinhard Heydrich, chef för Reichssicherheitshauptamt, Nazitysklands säkerhetsministerium, fått i uppdrag att mörda judar, romer, partisaner och politiska kommissarier, så kallade politruker. I augusti 1943 efterträdde Baatz Martin Sandberger som chef för Sonderkommando 1a inom Einsatzgruppe A. Baatz blev tillika kommendör för Sicherheitspolizei (Sipo, säkerhetspolisen) och Sicherheitsdienst (SD, SS:s säkerhetstjänst) i Estland med högkvarter i Reval. Baatz hade i Estland huvudsakligen i uppgift att eliminera personer som utgjorde ett hot mot Tredje rikets säkerhet samt att förinta, vad som ansågs vara, rasligt mindervärdiga individer. I oktober 1944 fram till krigsslutet 1945 var Baatz kommendör för Sicherheitspolizei och Sicherheitsdienst i Reichenberg (Liberec) i Sudetenland.

### Efter andra världskriget
Efter kriget gick Baatz under jorden och levde under falskt namn. År 1953 blev han VD för ett byggföretag i Duisburg. Västtyska myndigheter kom med tiden honom på spåren och i juni 1967 greps han och fyra andra misstänkta krigsförbrytare: Joachim Deumling, Harro Thomsen, Emil Berndorff och Fritz Wöhrn. Baatz släpptes dock ur häktet i december 1968.